# Sedan (automòbil)

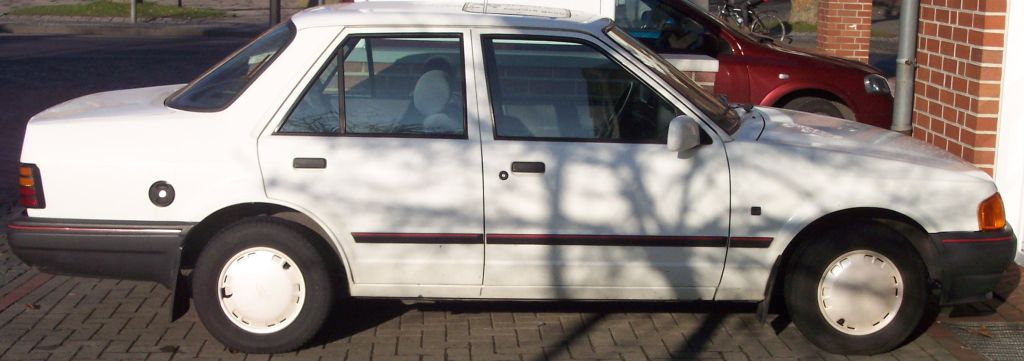
Ford Orion, un sedan basat en el hatchback Ford Escort.

Sedan o berlina és una mena de carrosseria típica d'un turisme; és un tres volums en què la tapa del maleter no inclou el vidre posterior, de manera que aquest és fix i hi ha el maleter separat de la cabina. El maleter s'estén horitzontalment des de la part inferior del vidre posterior algunes desenes de centímetres cap enrere. La quantitat de portes és la de les portes laterals, pràcticament sempre dues o quatre.
Els sedans de dues portes són denominats de vegades cupè o coupé (si bé és d'una manera una mica erràtica).

## Prestacions

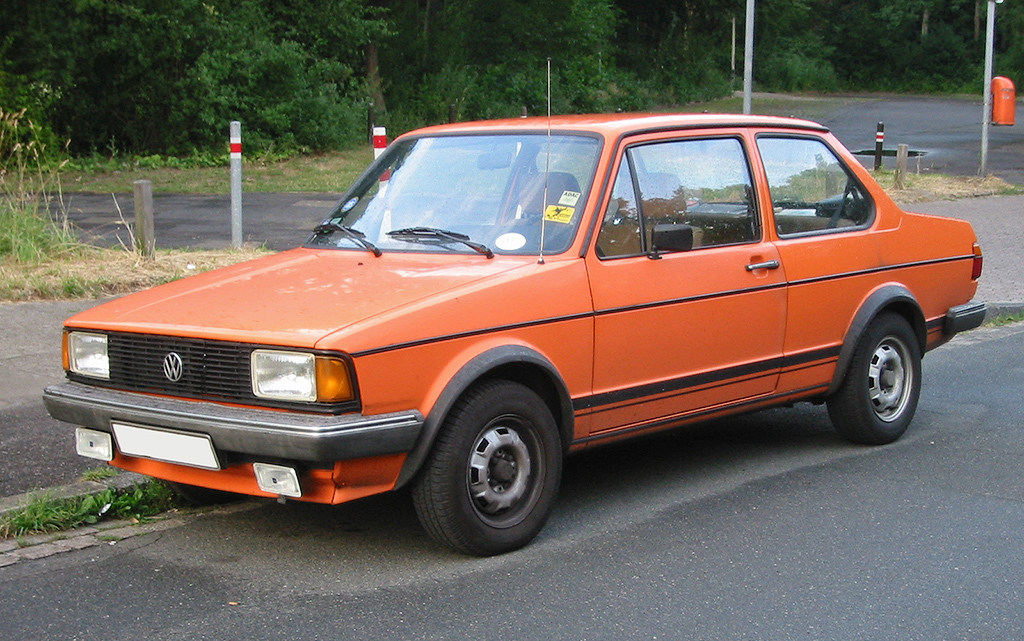
Volkswagen Jetta, basat en el hatchback Volkswagen Golf.

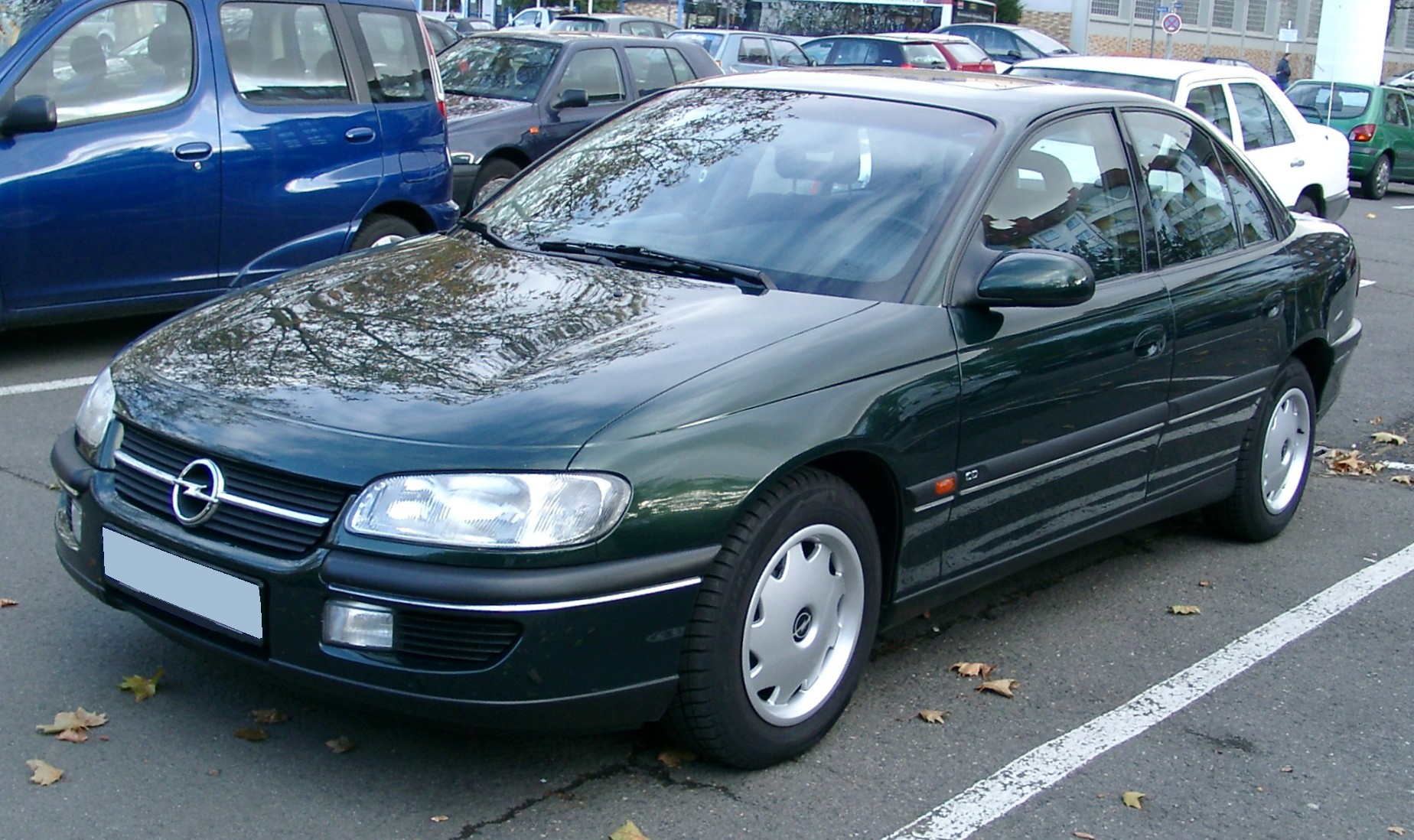
Opel Omega.

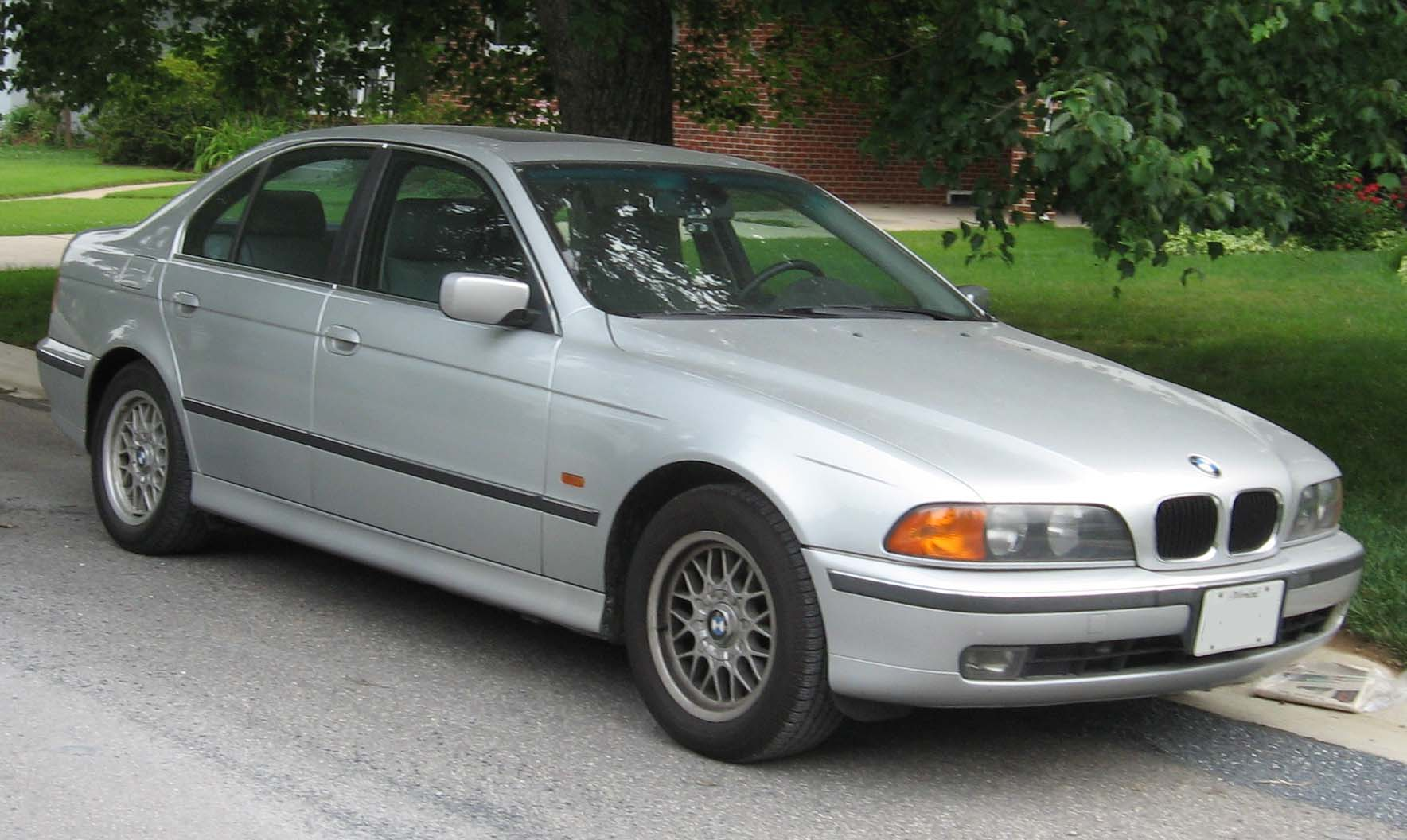
BMW 528i E39.

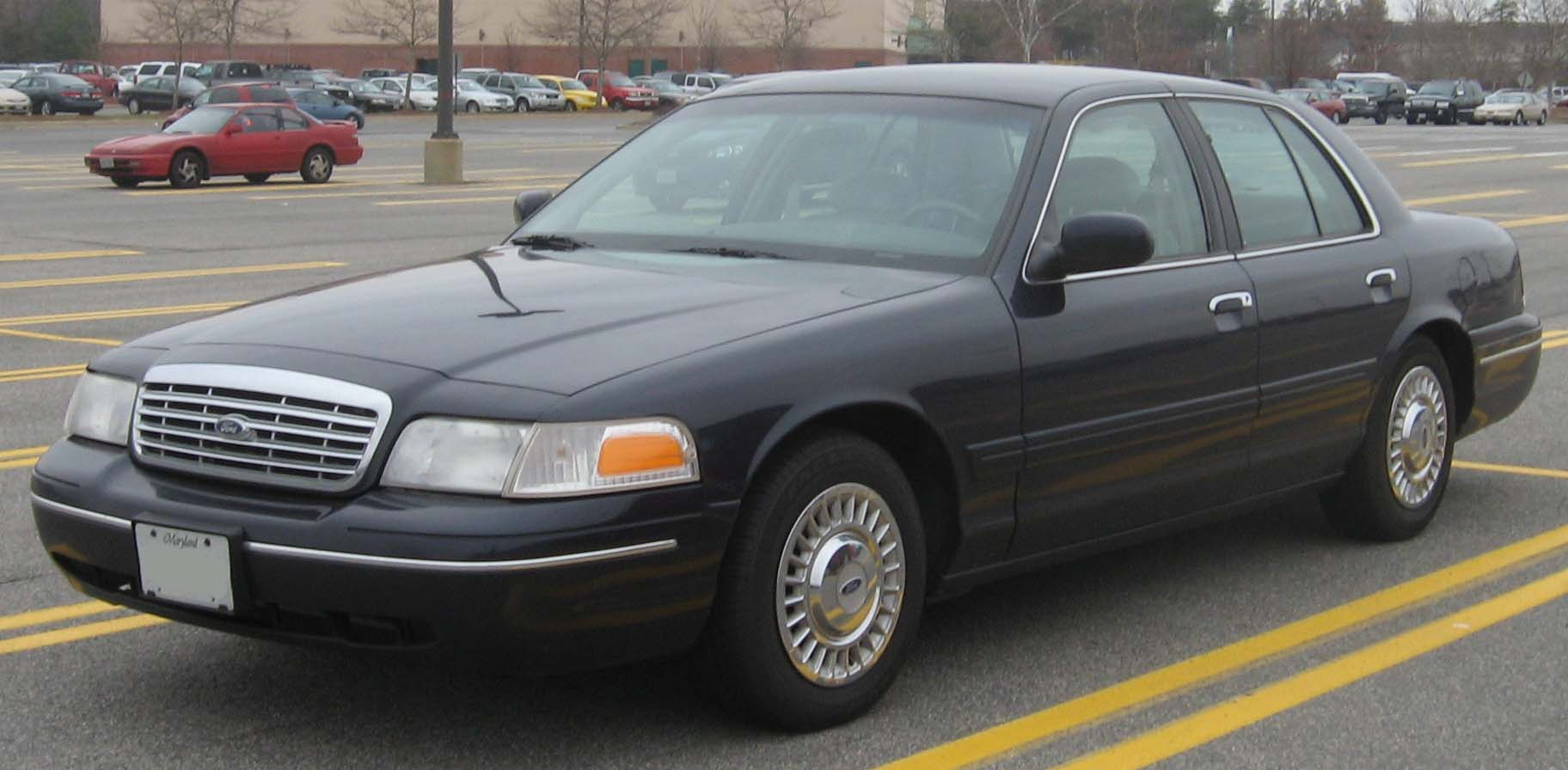
Ford Crown Victoria, un dels cotxes més populars als Estats Units.

Un sedan és estructuralment més fàcil de resoldre que altres carrosseries, ja que la separació entre volums fa que la carrosseria sigui més rígida. Això era especialment cert quan els sedans no tenien seients posteriors abatibles, ja que hi havia una mampara transversal rígida darrere d'aquests. No obstant això, des de l'aparició del Ford Orion el 1983, s'han difós els seients posteriors abatibles.
Com que el voladís posterior és més gran que en un cotxe amb porta posterior, el maleter sol ser molt més gran en un sedan, semblant al d'un liftback o un familiar.
Comparativa entre el volum del maleter d'automòbils amb carrosseria sedan respecte a la versió de cinc portes (hatchback o liftback) de què deriven:
- Volkswagen Santana, 12% més que el Volkswagen Passat.
- Opel Ascona Sedan, 13% més que Opel Ascona.
- Talbot Solara, 15% que el Talbot 150.
- Renault 9, 15% més que el Renault 11.
- Ford Orion, 20% més que el Ford Escort.
- Fiat Regata, 28% més que el Fiat Ritmo.
- Lancia Prisma, 42% més que el Lancia Delta.
- Renault 7, 46% més que el Renault 5.
- Opel Corsa TR, 47% més que l'Opel Corsa.
- Volkswagen Jetta, 50% més que el Volkswagen Golf.

## Desavantatges del sedan
Com que per sobre de la tapa del maleter queda una zona a l'aire lliure, aquest espai es malgasta i disminueix el seu aprofitament, sobretot comparat amb automòbils amb porta posterior molt vertical. A més, a causa del vidre posterior fix, el buit per introduir i retirar objectes és més petit que en automòbils amb porta posterior.
El coeficient aerodinàmic d'un sedan és pitjor que el d'altres carrosseries. Quan l'aire deixa la vora posterior del sostre, comença a crear turbulències sobre la tapa del maleter.

## Els sedans en la societat
A la majoria dels països, els sedans estan psicològicament vinculats amb automòbils d'alta gamma, mentre que en algunes regions els vehicles hatchback són considerats barats i inferiors als autos sedan. Així mateix, a diversos països, els sedan són els automòbils de representació dels dignataris i altres personalitats públiques.
No obstant això, hi ha sedans de tota mida i a un preu accessible; per als mercats d'autos de flotilla o d'ús continu, com per exemple taxis, patrulles i vehicles de servei públic i general, s'usen models endarrerits dels vehicles recents, com a forma de reduir el cost d'adquisició als propietaris, encara que també poden ser una mena de vehicle fiable i accessible amb millor aparença per a una persona o família de classe mitjana, així com una tela en blanc per als aficionats al tuning.